# Santa Cristina e Bissone
Santa Cristina e Bissone é uma comuna italiana da região da Lombardia, província de Pavia, com cerca de 1.853 habitantes. Estende-se por uma área de 22 km², tendo uma densidade populacional de 84 hab/km². Faz fronteira com Badia Pavese, Chignolo Po, Corteolona, Costa de' Nobili, Inverno e Monteleone, Miradolo Terme, Pieve Porto Morone, e situa-se a 45 km para sudeste de Milão.

## Demografia
| Variação demográfica do município entre 1861 e 2011                               |
|                                                                                   |
| Fonte: Istituto Nazionale di Statistica (ISTAT) - Elaboração gráfica da Wikipedia |